# Robert Biddulph
Sir Robert Biddulph GCB GCMG (* 26. August 1835; † 18. November 1918) war ein britischer General, der unter anderem Hochkommissar von Zypern sowie Gouverneur von Gibraltar war.

## Leben
Biddulph war der Sohn von Robert Biddulph, der Mitglied des House of Commons für den Wahlkreis Hereford sowie Deputy Lieutenant von Herefordshire war. Sein älterer Bruder war Michael Biddulph, 1. Baron Biddulph, der als Vertreter der Liberal Party den Wahlkreis Hereford sowie später South Herefordshire 25 Jahre lang als Mitglied im House of Commons vertrat und am 1. August 1903 als 1. Baron Biddulph, of Ledbury, in the County of Hereford in den erblichen Adelsstand erhoben wurde.
Am 23. Juni 1879 wurde er Nachfolger von Garnet Wolseley als Hochkommissar von Zypern und bekleidete diese Funktion bis zu seiner Ablösung durch Henry Ernest Gascoyne Bulwer am 9. März 1886.
Nach seiner Rückkehr wurde er zunächst 1887 Generalquartiermeister der Streitkräfte und war danach zwischen 1888 und 1893 Generaldirektor für die militärische Ausbildung, ehe er als Nachfolger von Generalleutnant Thomas Durand Baker 1893 bis zu seiner Ablösung durch General Evelyn Henry Wood erneut kurzzeitig Generalquartiermeister der Streitkräfte war.
Am 7. August 1893 wurde er nach einer kurzen Interimsamtszeit von G. J. Smart Nachfolger von Lothian Nicholson als Gouverneur von Gibraltar und behielt diese Funktion, bis er am 22. Mai 1900 von George Stuart White abgelöst wurde.
Für seine langjährigen Verdienste wurden er zum Knight Grand Cross des Order of the Bath sowie des Order of St. Michael and St. George erhoben, so dass er den Namenszusatz „Sir“ führte.
Nach dem Tode von Feldmarschall Frederick Roberts, 1. Earl Roberts am 14. November 1914 wurde General Biddulph dessen Nachfolger als Master Gunner of St James’s Park und damit zeremonieller Chef der Royal Artillery. Diese Funktion bekleidete er ebenfalls bis zu seinem Tod und wurde anschließend von Generalmajor Francis Ward abgelöst.
Aus seiner am 11. August 1864 geschlossenen Ehe mit Sophia Lambert gingen zehn Kinder hervor, darunter drei Söhne, die ebenfalls militärische Laufbahnen einschlugen und zum Oberstleutnant beziehungsweise Oberst befördert wurden.